# Pagar Agung (Lahat)
Pagar Agung is een bestuurslaag in het regentschap Lahat van de provincie Zuid-Sumatra, Indonesië. Pagar Agung telt 7714 inwoners (volkstelling 2010).